# 日産婦医会 産婦人科アワー
『日産婦医会 産婦人科アワー』（にっさんふいかい さんふじんかアワー）は、2006年3月27日までラジオNIKKEI第1放送の『メディカルワイド』枠で放送されていた医療情報番組である。晩期には『日産婦医会アワー』（にっさんふいかいアワー）と題して放送されていた。企画・提供：日本産婦人科医会（日産婦医会）。

## 概要
日本産婦人科医会員の産婦人科医たちが、産婦人科医と助産師の医療技術向上への取り組みや、日産婦医会の最近の取り組みについて週替わりで講義・リポートしていた。